# علی خیرالدین
علی خیرالدین (متولد ۱۳۴۳_سمنان) پژوهشگر ایرانی و استاد ممتاز مهندسی عمران در دانشگاه سمنان است. وی دارنده نشان عالی دانش و به عنوان چهره ماندگار در سال ۱۴۰۳ معرفی گردید. او برای آثارش در زمینهٔ سازه های بتن آرمه، سازه‌های مرکب، طراحی و تحلیل ساختمان‌های بلند، بتن الیافی، مقاوم سازی و بهسازی لرزه ای، انهدام پیش‌رونده و شبکه‌های عصبی شناخته‌شده است. 
خیرالدین در سال های ۲۰۲۱ و ۲۰۲۲، از دانشمندان برتر ۲ درصد پراستناد بود.

## زندگی
خیرالدین دوره‌های کارشناسی و کارشناسی ارشد را در دانشگاه علم و صنعت ایران و دورهٔ دکتری را در دانشگاه مک‌گیل گذراند. او از سال ۱۳۸۵ تا ۱۳۹۳ رئیس دانشگاه سمنان بود و در سال ۱۳۹۸ به‌عنوان نخستین استاد ممتاز دانشگاه سمنان معرفی شد.
خیرالدین همچنین استاد مدعو دانشگاه تگزاس در آرلینگتون و دانشگاه کالیفرنیا در برکلی (۲۰۱۵) بوده‌است.
خیرالدین در مهرماه ۱۴۰۰ از سوی محمدعلی زلفی‌گل به‌عنوان مشاور وزیر علوم در امور علمی، تحقیقاتی و فناوری و در آذرماه به‌عنوان اولین معاون فناوری و نوآوری وزارت علوم منصوب شد و در فروردین 1402 از این سمت استعفا داد.
در خرداد ماه ۱۴۰۳ طی آئینی که با حضور وزیر علوم، تحقیقات و فناوری در دانشگاه تهران برگزار شد، نشان عالی دانش به ۱۱ استاد برجسته دارای مرجعیت علمی کشور اعطا شد که عضو هیات علمی دانشگاه سمنان نیز موفق شد در جمع یازده استاد برجسته ایران قرار گیرد. پروفسور خیرالدین در حالی موفق به کسب نشان عالی دانش شد که 10 استاد دیگر دارنده این نشان از دانشگاه های استان تهران بودند و دکتر علی خیرالدین تنها استاد کسب کننده این نشان از دانشگاه های غیر از  تهران بود.

## آثار
- آنالیز و طراحی دیوارهای برشی، علی خیرالدین، سمنان: دانشگاه سمنان
- بارگ‍ذاری‌ س‍ازه‌ه‍ا، ع‍ل‍ی‌ خ‍ی‍رال‍دی‍ن‌ و ع‍ل‍ی‌م‍س‍ع‍ود ان‍واری‌، س‍م‍ن‍ان‌: دان‍ش‍گ‍اه‌ س‍م‍ن‍ان‌
- بتن‌های کامپوزیتی الیافی توانمند، علی همتی، علی خیرالدین و محمدکاظم شربتدار، سمنان: ‏‫دانشگاه آزاد اسلامی‏‫، واحد سمنان
- بررسی رفتار وصله جوشی و مکانیکی آرماتورهای به‌ کار رفته در اعضای خمشی و فشاری بتن‌ آرمه، علی خیرالدین و هرمز فامیلی، تهران: مرکز تحقیقات راه، مسکن و شهرسازی‏‫
- تحلیل غیرخطی سازه‌های بتن‌آرمه به کمک روش اجزاء محدود، علی خیرالدین و علیرضا مرتضایی، سمنان: دانشگاه سمنان‏‫
- تحلیل غیرخطی و ارزیابی عملکرد سازه‌های سه بعدی، ترجمه و تالیف حامد اسمعیلی، علی خیرالدین و محمد بزاز، تهران: سیمای دانش
- دی‍اگ‍رام‌ه‍ای‌ ن‍ی‍روی‌ م‍ح‍وری‌، ب‍رش‍ی‌ و م‍م‍ان‌ خ‍م‍ش‍ی‌، ع‍ل‍ی‌ خ‍ی‍رال‍دی‍ن‌، س‍م‍ن‍ان‌: دان‍ش‍گ‍اه‌ س‍م‍ن‍ان‌
- سیستم‌های مقاوم‌ سازه‌ای در ساختمان‌های بلند، علی خیرالدین و سیما آرامش، سمنان: دانشگاه سمنان‏‫
- دیوارهای برشی، علی خیرالدین و ابراهیم امامی، سمنان: دانشگاه سمنان‏
- فیوزهای سازه‌ای و مستهلک‌کننده‌های انرژی، تدوین علی خیرالدین و علیرضا صفری‌تربزق، تهران: سیمای دانش
- مقاوم‌سازی اتصالات دال - ستون در دال‌های تخت با استفاده از الیاف مسطح پلیمری (FRP)، علی خیرالدین، پژمان به‌زرد، تهران: دانشگاه سمنان‏‫
- مقاوم‌سازی سازه‌های بتن آرمه به کمک ورق و پروفیل فولادی و کامپوزیت‌های FRP، علی خیرالدین، محمدکاظم شربتدار، سمنان: دانشگاه سمنان